# Steven Zuber
Steven Zuber (sinh ngày 17 tháng 8 năm 1991) là một cầu thủ bóng đá người Thụy Sĩ hiện đang chơi ở vị trí tiền vệ cho câu lạc bộ AEK Athens và đội tuyển quốc gia Thụy Sĩ.

## Thống kê sự nghiệp

### Câu lạc bộ
Tính đến ngày 20 tháng 5 năm 2024.
| Câu lạc bộ           | Mùa giải            | Giải quốc nội          | Giải quốc nội | Giải quốc nội | Cúp  | Cúp | Châu lục | Châu lục | Khác | Khác | Tổng cộng | Tổng cộng |
| Câu lạc bộ           | Mùa giải            | Hạng đấu               | Trận          | Bàn           | Trận | Bàn | Trận     | Bàn      | Trận | Bàn  | Trận      | Bàn       |
| -------------------- | ------------------- | ---------------------- | ------------- | ------------- | ---- | --- | -------- | -------- | ---- | ---- | --------- | --------- |
| Grasshopper          | 2008–09             | Swiss Super League     | 10            | 0             | 1    | 0   | 5        | 1        | —    | —    | 16        | 1         |
| Grasshopper          | 2009–10             | Swiss Super League     | 20            | 5             | 0    | 0   | —        | —        | —    | —    | 20        | 5         |
| Grasshopper          | 2010–11             | Swiss Super League     | 34            | 4             | 3    | 6   | 2        | 0        | —    | —    | 39        | 10        |
| Grasshopper          | 2011–12             | Swiss Super League     | 31            | 8             | 4    | 2   | —        | —        | —    | —    | 35        | 10        |
| Grasshopper          | 2012–13             | Swiss Super League     | 32            | 6             | 4    | 1   | —        | —        | —    | —    | 36        | 7         |
| Grasshopper          | Tổng cộng           | Tổng cộng              | 127           | 23            | 12   | 9   | 7        | 1        | —    | —    | 146       | 33        |
| CSKA Moscow          | 2013–14             | Russian Premier League | 27            | 1             | 3    | 0   | 6        | 0        | 1    | 0    | 37        | 1         |
| CSKA Moscow          | 2014–15             | Russian Premier League | 2             | 0             | —    | —   | —        | —        | 1    | 0    | 3         | 0         |
| CSKA Moscow          | Tổng cộng           | Tổng cộng              | 29            | 1             | 3    | 0   | 6        | 0        | 2    | 0    | 40        | 1         |
| 1899 Hoffenheim      | 2014–15             | Bundesliga             | 17            | 0             | 4    | 0   | —        | —        | —    | —    | 21        | 0         |
| 1899 Hoffenheim      | 2015–16             | Bundesliga             | 12            | 2             | 0    | 0   | —        | —        | —    | —    | 12        | 2         |
| 1899 Hoffenheim      | 2016–17             | Bundesliga             | 24            | 4             | 2    | 0   | —        | —        | —    | —    | 26        | 4         |
| 1899 Hoffenheim      | 2017–18             | Bundesliga             | 20            | 1             | 1    | 0   | 6        | 0        | —    | —    | 27        | 1         |
| 1899 Hoffenheim      | 2018–19             | Bundesliga             | 8             | 0             | 1    | 0   | 3        | 1        | —    | —    | 12        | 1         |
| 1899 Hoffenheim      | 2019–20             | Bundesliga             | 14            | 2             | 2    | 0   | —        | —        | —    | —    | 16        | 2         |
| 1899 Hoffenheim      | Tổng cộng           | Tổng cộng              | 96            | 9             | 10   | 0   | 9        | 1        | —    | —    | 115       | 10        |
| VfB Stuttgart (mượn) | 2018–19             | Bundesliga             | 15            | 5             | —    | —   | —        | —        | —    | —    | 15        | 5         |
| Eintracht Frankfurt  | 2020–21             | Bundesliga             | 20            | 0             | 2    | 0   | —        | —        | —    | —    | 22        | 0         |
| Eintracht Frankfurt  | 2021–22             | Bundesliga             | 0             | 0             | 1    | 0   | 0        | 0        | —    | —    | 1         | 0         |
| Eintracht Frankfurt  | Tổng cộng           | Tổng cộng              | 20            | 0             | 3    | 0   | 0        | 0        | —    | —    | 23        | 0         |
| AEK Athens (mượn)    | 2021–22             | Super League Greece    | 35            | 8             | 3    | 0   | —        | —        | —    | —    | 38        | 8         |
| AEK Athens           | 2022–23             | Super League Greece    | 28            | 8             | 6    | 0   | —        | —        | —    | —    | 34        | 8         |
| AEK Athens           | 2023–24             | Super League Greece    | 31            | 7             | 2    | 0   | 9        | 1        | —    | —    | 42        | 8         |
| AEK Athens           | Tổng cộng           | Tổng cộng              | 94            | 23            | 11   | 0   | 9        | 1        | —    | —    | 114       | 24        |
| Tổng cộng sự nghiệp  | Tổng cộng sự nghiệp | Tổng cộng sự nghiệp    | 380           | 61            | 39   | 9   | 31       | 3        | 2    | 0    | 452       | 73        |

### Quốc tế
Tính đến ngày 8 tháng 6 năm 2024.
| Thụy Sĩ   | Thụy Sĩ | Thụy Sĩ |
| Năm       | Trận    | Bàn     |
| --------- | ------- | ------- |
| 2017      | 8       | 2       |
| 2018      | 13      | 3       |
| 2019      | 4       | 1       |
| 2020      | 7       | 0       |
| 2021      | 14      | 4       |
| 2022      | 5       | 0       |
| 2023      | 1       | 0       |
| 2024      | 2       | 1       |
| Tổng cộng | 54      | 11      |

### Bàn thắng quốc tế
Bàn thắng và kết quả của Thụy Sĩ được ghi trước.
| #   | Ngày                | Địa điểm                                            | Đối thủ     | Bàn thắng | Kết quả | Giải đấu                    |
| --- | ------------------- | --------------------------------------------------- | ----------- | --------- | ------- | --------------------------- |
| 1.  | 7 tháng 10 năm 2017 | St. Jakob-Park, Basel, Thụy Sĩ                      | Hungary     | 3–0       | 5–2     | Vòng loại World Cup 2018    |
| 2.  | 7 tháng 10 năm 2017 | St. Jakob-Park, Basel, Thụy Sĩ                      | Hungary     | 4–0       | 5–2     | Vòng loại World Cup 2018    |
| 3.  | 27 tháng 3 năm 2018 | Swissporarena, Lucerne, Thụy Sĩ                     | Panama      | 4–0       | 6–0     | Giao hữu                    |
| 4.  | 17 tháng 6 năm 2018 | Rostov Arena, Rostov trên sông Đông, Nga            | Brasil      | 1–1       | 1–1     | World Cup 2018              |
| 5.  | 8 tháng 9 năm 2018  | Kybunpark, St. Gallen, Thụy Sĩ                      | Iceland     | 1–0       | 6–0     | UEFA Nations League 2018–19 |
| 6.  | 23 tháng 3 năm 2019 | Boris Paichadze Dinamo Arena, Tbilisi, Gruzia       | Gruzia      | 1–0       | 2–0     | Vòng loại Euro 2020         |
| 7.  | 25 tháng 3 năm 2021 | Sân vận động Quốc gia Vasil Levski, Sofia, Bulgaria | Bulgaria    | 3–0       | 3–1     | Vòng loại World Cup 2022    |
| 8.  | 30 tháng 5 năm 2021 | Kybunpark, St. Gallen, Thụy Sĩ                      | Hoa Kỳ      | 2–1       | 2–1     | Giao hữu                    |
| 9.  | 1 tháng 9 năm 2021  | St. Jakob-Park, Basel, Thụy Sĩ                      | Hy Lạp      | 1–0       | 2–1     | Giao hữu                    |
| 10. | 9 tháng 10 năm 2021 | Sân vận động Genève, Genève, Thụy Sĩ                | Bắc Ireland | 1–0       | 2–0     | Vòng loại World Cup 2022    |
| 11. | 4 tháng 6 năm 2024  | Swissporarena, Lucerne, Thụy Sĩ                     | Estonia     | 1–0       | 4–0     | Giao hữu                    |

## Danh hiệu

### Câu lạc bộ
Grasshopper
- Swiss Cup: 2012–13

CSKA
- Russian Premier League: 2013–14
- Russian Super Cup: 2013, 2014